# Gladys Parker
Gladys Parker (Tonawanda, 21 de março de 1908 – Los Angeles, 28 de abril de 1966) foi uma ilustradora, quadrinista e estilista norte-americana.
Ficou conhecida pelas tirinhas da Mopsy (1929-1965), que foram publicadas por mais de trinta anos em jornais dos Estados Unidos. Parker foi uma das poucas mulheres cartunistas a trabalhar entre as décadas de 1930 e 1950.

## Biografia
Gladys nasceu em Tonawanda, no condado de Erie, no estado de Nova York, em 1908. Era filha de Caroline Gerster e Wilbert C. Parker. Depois de machucar a perna e precisar ficar de repouso, Gladys aprendeu a desenhar, usando a si mesma como modelo e assim passou a vender seus trabalhos para revistas. No ensino médio, ela também teve uma loja de roupas, mas após se formar no ensino médio, começou a trabalhar em um escritório de uma marcenaria.
Aos 18 anos, Gladys chegou a Manhattan para estudar ilustração de moda na Traphagen School of Fashion, de onde se formou em 1928. Começou sua carreira de cartunista no jornal New York Graphic, onde fazia uma tirinha chamada May and Junie. De lá, Gladys foi para a United Features, onde trabalhou por dois anos e em seguida na Newspaper Enterprise Association, por sete anos.

## Tirinhas

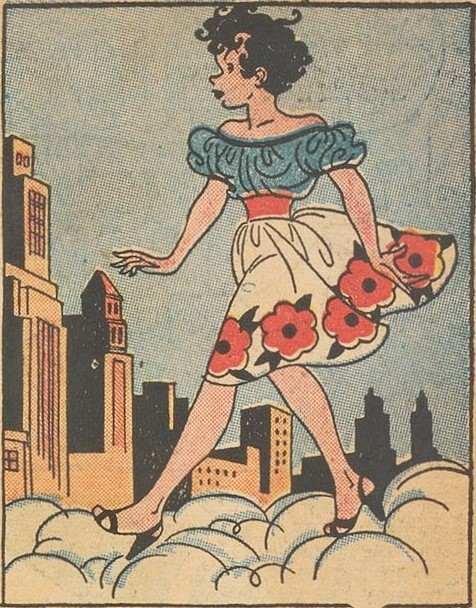
Sua personagem, Mopsy, foi baseada na própria Gladys.

Tendo trabalhado com séries de tirinhas para vários jornais, o sucesso foi alcançado com sua personagem Mopsy, em 1939, personagem que Gladys criou baseando em si própria. A ideia do nome da personagem, segundo Gladys, veio do também cartunista Rube Goldberg, disse que seu cabelo parecia um "esfregão", em inglês, mop.

## Segunda Guerra Mundial
Durante os anos da Segunda Guerra Mundial, Gladys criou a  Betty G.I. para o Corpo Feminino do Exército dos Estados Unidos e também foi uma das responsáveis pelos quadrinhos de Flyin' Jenny, de 1942 até 1944, quando seu assistente, Marc Swayze, ocupou seu lugar. Mopsy foi uma personagem bastante popular durante o conflito, onde teve empregos como enfermeira e trabalhadora de fábrica de projéteis, o que aumentou ainda mais sua popularidade. Com o fim da Segunda Guerra, Mopsy foi demitida e voltou à sua vida de civil.
No final dos anos 1940, Mopsy era publicada em mais de 300 jornais.

## Moda
Com o nome de Gladys Parker Designs, sua linha de roupas foi vendida para uma rede de lojas em 1934. Gladys também desenhou modelos para filmes, como o vestido usado pela atriz Louise Platt em 1940. Morando em Hollywood com seus gatos, Gladys também escrevia diariamente para a coluna "Dear Gals and Guys", durante os anos 1960.

## Vida pessoal
Em 9 de maio de 1930, Gladys se casou com o ilustrador Benjamin Allen, que desenhava para quadrinhos e revistas pulps. O casal acabou se divorciando em 1951.

## Morte
Quando Gladys se aposentou dos quadrinhos em 1965, Mopsy se aposentou junto de sua criadora. Gladys Parker morreu em Los Angeles, em 28 de abril de 1966, aos 58 anos, devido a um câncer de pulmão.